# Wrightsboro
Wrightsboro is een plaats (census-designated place) in de Amerikaanse staat North Carolina, en valt bestuurlijk gezien onder New Hanover County.

## Demografie
Bij de volkstelling in 2000 werd het aantal inwoners vastgesteld op 4496.

## Geografie
Volgens het United States Census Bureau beslaat de plaats een oppervlakte van
27,8 km², geheel bestaande uit land.

## Plaatsen in de nabije omgeving
De onderstaande figuur toont nabijgelegen plaatsen in een straal van 8 km rond Wrightsboro.